# Вирга (село)
Вирга — село Нижнеломовского района Пензенской области. Административный центр Виргинского сельсовета.

## География
Находится в северо-западной части Пензенской области на расстоянии приблизительно 17 км на восток-юго-восток по прямой от районного центра города Нижний Ломов на левом берегу реки Вирушка у автодороги Москва — Самара.

## История
Село образовалось в связи с объединением двух населённых пунктов Ивановское и Сергиевское между 1930 и 1939 годами. До начала XVIII века учитывалось как один населённый пункт, хотя и разделённый рекой Виргой. Перед отменой крепостного права в селе (Сергиевское или Вирга) помещиками показаны князья Оболенские, 195 ревизских душ, 20 ревизских душ дворовых людей, 69 дворов.
В 1939 году представлено как село Сергиевская Вирга, но уже включившее в свой состав Виргу Ивановскую. В 1955 году центральная усадьба колхоза «Сталинский путь». В начале XXI века имелись фельдшерско-акушерский пункт, средняя школа, дом культуры, библиотека, дом быта, 4 магазина. В 1996 году село газифицировано. В 2004 году — 430 хозяйств.

## Население
Численность населения: 1942 человека (1939 год), 1330 (1959), 1063 (1979), 1069 (1989), 1114 (1998). Население составляло 1018 человек (русские 99 %) в 2002 году, 973 — в 2010.